# 浜口西
浜口西（はまぐちにし）は、大阪府大阪市住之江区にある町名。現行行政地名は浜口西一丁目から浜口西三丁目。

## 地理
住之江区の東部に位置し、東に浜口東、西の南側に御崎、北側に東加賀屋、南東に西住之江、北に粉浜西と接している。

## 歴史

### 沿革
- 1934年（昭和9年）、大阪市住吉区浜口町・住之江町の各一部より、浜口西1 - 3丁目成立。
- 1974年（昭和49年）、住之江区の分区と同時に住居表示が実施され、大阪市住吉区浜口西1 - 3丁目と浜口町・東加賀屋町1 - 4丁目・浜口中1 - 3丁目・住之江町・御崎町1 - 5丁目・西住之江町1 - 7丁目の各一部より、住之江区浜口西1 - 3丁目成立[5]。

## 世帯数と人口
2024年（令和6年）9月30日現在（大阪市発表）の世帯数と人口は以下の通りである。
| 丁目         | 世帯数    | 人口    |
| ------------ | --------- | ------- |
| 浜口西一丁目 | 986世帯   | 1,806人 |
| 浜口西二丁目 | 794世帯   | 1,422人 |
| 浜口西三丁目 | 458世帯   | 832人   |
| 計           | 2,238世帯 | 4,060人 |

### 人口の変遷
国勢調査による人口の推移。
| 1995年（平成7年）  | 4,053人 | [ 6 ]  |  |
| 2000年（平成12年） | 4,245人 | [ 7 ]  |  |
| 2005年（平成17年） | 4,272人 | [ 8 ]  |  |
| 2010年（平成22年） | 4,190人 | [ 9 ]  |  |
| 2015年（平成27年） | 4,160人 | [ 10 ] |  |
| 2020年（令和2年）  | 4,150人 | [ 11 ] |  |

### 世帯数の変遷
国勢調査による世帯数の推移。
| 1995年（平成7年）  | 1,646世帯 | [ 6 ]  |  |
| 2000年（平成12年） | 1,828世帯 | [ 7 ]  |  |
| 2005年（平成17年） | 1,856世帯 | [ 8 ]  |  |
| 2010年（平成22年） | 1,886世帯 | [ 9 ]  |  |
| 2015年（平成27年） | 1,934世帯 | [ 10 ] |  |
| 2020年（令和2年）  | 2,055世帯 | [ 11 ] |  |

## 学区
市立小・中学校に通う場合、学区は以下の通りとなる。なお、小学校・中学校入学時に学校選択制度を導入しており、通学区域以外に住之江区にある小学校（自宅から概ね2km以内、学校の中心から直性距離で1.5km以内）・中学校から選択することも可能。
| 丁目         | 番   | 小学校               | 中学校                 |
| ------------ | ---- | -------------------- | ---------------------- |
| 浜口西一丁目 | 全域 | 大阪市立粉浜小学校   | 大阪市立住吉第一中学校 |
| 浜口西二丁目 | 全域 | 大阪市立住之江小学校 | 大阪市立真住中学校     |
| 浜口西三丁目 | 全域 | 大阪市立清江小学校   | 大阪市立真住中学校     |

## 事業所
2021年（令和3年）現在の経済センサス調査による事業所数と従業員数は以下の通りである。
| 丁目         | 事業所数  | 従業員数 |
| ------------ | --------- | -------- |
| 浜口西一丁目 | 44事業所  | 214人    |
| 浜口西二丁目 | 35事業所  | 176人    |
| 浜口西三丁目 | 38事業所  | 2,068人  |
| 計           | 117事業所 | 2,458人  |

## 交通

### バス
- 大阪シティバス[15]
  - 3・25号系統：住之江駅筋 - 浜口西三丁目 - 浜口 - 住吉公園
  - 15号系統：浜口 - 住吉公園

### 道路
- 国道26号
- 住之江通

## 施設
- 大阪協栄信用組合 住吉支店[16]
- 浜口西公園
- 浜口公園

## その他

### 日本郵便
- 〒559-0006[3]（集配局：住之江郵便局[17]）